# Fresendelf
Fresendelf er en landsby og kommune i det nordlige Tyskland under Kreis Nordfriesland i delstaten Slesvig-Holsten. Byen er beliggende ved Trenen øst for Svavsted. Stednavneendelsen –delf er fra nedertysk eller nederlandsk herkomst og betegner en vandgrav.
Kommunen samarbejder på administrativt plan med andre kommuner i Nordsø-Trene kommunefællesskab (Amt Nordsee-Treene).